# جاكلين إس. مور
جاكلين إس. مور (بالإنجليزية: Jacqueline S. Moore)‏ هي كاتِبة وكيميائية وشاعرة أمريكية، ولدت في 19 مارس 1926، وتوفيت في 11 أبريل 2002 بسبب مرض باركنسون.